# Cheyenne Brown
Cheyenne Brown (26 novembre 1999) è una sciatrice alpina statunitense.

## Biografia
Specialista delle prove veloci originaria di Donner Summit e attiva dal dicembre del 2015, in Nor-Am Cup la Brown ha esordito il 18 novembre 2017 a Loveland in slalom speciale, senza completare la prova, e ha conquistato il primo podio il 7 dicembre 2022 a Copper Mountain in discesa libera (3ª). Non ha debuttato in Coppa del Mondo né preso parte a rassegne olimpiche o iridate.

## Palmarès

### Nor-Am Cup
- Miglior piazzamento in classifica generale: 18ª nel 2024
- 4 podi:
  - 1 secondo posto
  - 3 terzi posti